# Stronghold Legends
Stronghold Legends è un videogioco strategico in tempo reale della Firefly Studios. Fa parte della saga di Stronghold e di Stronghold 2.
A differenza dei precedenti videogiochi Stronghold, Legends invita i giocatori a scegliere il Tempo di Pace e differenti tipi di truppe (come Re Artù ed i suoi cavalieri della Tavola Rotonda; Conte Vlad Dracula; Sigfrido di Germania). Sono aggiunte anche altre nuove impostazioni d'inizio come l'abilità del Computer. Inoltre si possono scegliere differenti modi di gioco, come il death-match, Re della Collina, Guerra Economica, e "Cattura le Bandiere". Stronghold Legends inserisce nuovi elementi, mitologici, nel gioco, consentibili o no tra le impostazioni.

## Unità Normali e speciali
Una novità nel gioco sono le Unità Speciali. Ogni fazione (Ghiaccio, Artù, Inferno) ha le sue. Ad esempio, scegliendo Re Artù, si ha l'opportunità di reclutare Merlino, Sir Galahad, Sir Galvano, Lancillotto e molti altri. Una delle unità importanti sono i draghi, che anche se presenti in ogni fazione, hanno una vita a tempo e si possono comunque uccidere.
| Unità normali                                                                     | Unità d'assedio |
| --------------------------------------------------------------------------------- | --- |
| - Arciere - Balestriere - Soldato - Mazziere - Picchiere - Spadaccino - Cavaliere | - Ariete (tutti) - Torre d'assedio (tutti) - Mantelletto (tutti) - Scudo (tutti) - Catapulta (tutti) - Trabucco (solo Artù) - Sfera incantata (solo Artù) - Balista (solo Ghiacci) - Carro infuocato (solo Male) - Lanciatore di picca (solo Male) - Catapulta per licantropi (solo Male) |

| Unità di Artù | Unità di Sigfrido | Unità di Dracula |
| --- | --- | --- |
| - Merlino lancia scosse che danneggiano un gruppo di nemici nelle vicinanze - Sir Lancillotto potenzia i soldati - Sir Bedivere distrugge le mura nemiche - Sir Parsifal spazza via i nemici con il suo potere - Sir Galahad cura i soldati - Sir Gareth disabilita le trappole nelle vicinanze - Sir Galvano crea uno scudo che protegge dagli attacchi in lontananza(di solito da balestre e arcieri) - Drago Buono Verde | - Regina dei Ghiacci: ghiaccia i nemici e li immobilizza per un arco di tempo in uno spazio ristretto - Nano avvelena i nemici nelle vicinanze - Gigante del Gelo spazza via le mura nemiche con colpi di mazza - Strega Bianca vola e attacca usando un arco - Lupo Bianco unita molto veloci quanto deboli ma poco costose - Orso Polare può abbattere le mura - Drago dei Ghiacci a differenza degli altri draghi congela i nemici - Vergine dei Ghiacci | - Stregone: lancia palle di fuoco che bruciano i nemici nelle vicinanze - Demone: può scalare le mura e accende il fuoco dove cammina - Segugio Infernale: molto veloce quanto debole ma poco costoso - Strisciante: vampirico che converte le truppe nemiche deboli (arcieri, lancieri e balestrieri) ed è vulnerabile a ferite da taglio - Pipistrello Gigante: esplode sul nemico scaraventando via le unità - Drago del Male - Licantropo - Guerriero Sassone |

## Multiplayer
Si può anche, attraverso la connessione Internet, giocare in multiplayer fino a 4 giocatori.
Per giocare in questa modalità è necessario entrare in una stanza virtuale dove si può visualizzare l'elenco delle partite in preparazione.

## Editor di mappe
Si può anche, attraverso questa modalità di gioco, creare una mappa per giocare in modalità schermaglia o multiplayer.

## Premi
In Stronghold Legends si possono anche vincere numerosi premi di gioco, conquistabili compiendo vittorie più difficili o particolari (ad esempio, vincere una partita utilizzando solo un tipo di unità, evocare un certo numero di draghi o uccidere il lord nemico con il proprio).